# Birthday (Angel)
Birthday conocido en América Latina como Feliz Cumpleaños Cordelia y en España como Cumpleaños es el decimoprimer episodio de la tercera temporada de la serie de televisión estadounidense Ángel. Escrito por Mere Smith y dirigido por David Grossman. Se estrenó originalmente el 14 de enero de 2002.
En este episodio Cordelia recibe un visión tan fuerte que se proyecta de manera Astral fuera de su cuerpo quedando muy cerca de la muerte. Con ayuda del demonio Skip, a Cordelia se le hes dada una oportunidad por los Poderes del Ser, de conseguir su tan anhelado sueño de convertirse en una figura de Hollywood pero con el inconveniente de nunca haberse topado con Ángel en L.A.   

## Argumento
Durante el vigésimo primer cumpleaños de Cordelia, celebrado en el Hyperion por toda la pandilla. Cordy tiene una visión terriblemente dolorosa que la deja inconsciente. Sin llevarla al hospital, la pandilla guiada por el mismo Ángel hacen todo lo que pueden para ayudar a su amiga. Fred y Gunn, con ayuda del fantasma Dennis, descubren varias píldoras para las migrañas intensas y tomografías de casi un año que revelan que el cerebro de Cordelia no puede seguir tolerando las visiones. Cordelia de alguna manera se proyecta astralmente y no puede comunicarse con sus amigos, incluso trata de poseer a Ángel brevemente para hacerlo escribir en la pared de su habitación la dirección de su apartamento, pero antes de terminar Cordy es expulsada del cuerpo del vampiro y es inmediatamente visitada por Skip.
El demonio amigable y sirviente de los poderes del ser, le muestra en un centro comercial que los poderes nunca quisieron darle las visiones. También le comenta que lo han enviado para "enmendar" dicho error y darle la oportunidad para salvarse, al encontrarse con un superproductor de Hollywood la noche que Cordy se volvió a cruzar con el vampiro con alma. En un principio Cordelia duda de la decisión, pero tras escuchar por boca de Ángel que el la considera débil e inapropiada para las visiones, Cordy acepta la oferta de reescribir la historia.            
Cordelia es transportada inmediatamente a una dimensión donde es una gran actriz de Hollywood, una ganadora de Emmys y la protagonista de su propio programa. No obstante, esa vida le parece extraña y comienza a ser perseguida por el nombre del Hyperion. Cordelia entonces decide ir al hotel donde encuentra la habitación de Ángel escrito la dirección que alguna vez fue suya. Curiosa por descubrir que conexión tiene con ese lugar, Cordelia va al apartamento donde es recibida por una joven llamada Cynthia York, quien es la chica de la visión que la puso en coma. Cordelia descubre impresionada que la chica esta tratando de practicar magia y al instante se materializa un demonio que es acabado por la intervención de un Wesley de un solo brazo y de Gunn con una cicatriz en la frente. Cuando Cordelia les explica cómo se siente, ambos la llevan ante la presencia de Ángel, quien está enloquecido por ser el heredero de las visiones. Cuando Cordelia se acerca él, comprende lo que debe hacer y lo besa recibiendo las visiones de nuevo. Al hacerlo su memoria se restaura y Skip aparece de nuevo ante ella.
Skip le explica que no puede tener las visiones de nuevo porque infringe lo acordado en su contrato. Cordelia le informa que finalmente ha comprendido que su destino es ayudar a combatir el mal en L.A. Skip se sorprende de la nobleza de Cordelia y le comenta que no hay forma de deshacer lo que hicieron, aunque luego menciona que la única manera de regresar a su cuerpo sin morir por las visiones es convirtiéndose en parte demonio. Cordelia acepta y se despierta de su coma para comentarle a la pandilla que ha tenido una nueva visión, alegre de no tener cuernos o cola- mientras los demás se sorprenden de verla recibir la visión sin dolor alguno. El aspecto de demonio de Cordelia se deja en claro cuando todos en la habitación menos Cordelia notan que está flotando.

## Elenco

### Principal
- David Boreanaz como Ángel.
- Charisma Carpenter como Cordelia Chase.
- Alexis Denisof como Wesley Wyndam-Pryce.
- J. Agust Richards como Charles Gunn.
- Amy Acker como Fred Burkle.

## Continuidad
- Cordelia descubre que recibir las visiones no era parte de los planes de los poderes del ser (Héroe).
- Skip vuelve aparecer en la serie tras su encuentro con Ángel, cuando este último libera a Billy Blim. Al poco tiempo cuando Lorne trata de entrar en la mente de Cordelia con sus poderes, bromea que debe conseguirse un casco por lo que le paso la última vez que Cordy tuvo problemas serios con sus visiones (That Vision Thing).
- Cordelia se transforma en parte demonio con tal de soportar las visiones, un evento que había sido precedido por Wesley anteriormente aunque no de una manera tan clara (To Shanshu in L.A.).
- La preocupación de Cordelia por tener cuernos, cola o algún aspecto desagradable de un demonio, es parecido a la reacción que Buffy tuvo cuando la cazadora heredó un aspecto de un demonio también (Earshot)